# Klaus Reinhold Borck
Klaus Reinhold Borck (* 1. September 1928 in Hamburg; † 25. Juli 2020 ebenda) war ein deutscher evangelisch-lutherischer Geistlicher, Hauptpastor und Hochschullehrer in Hamburg.

## Leben

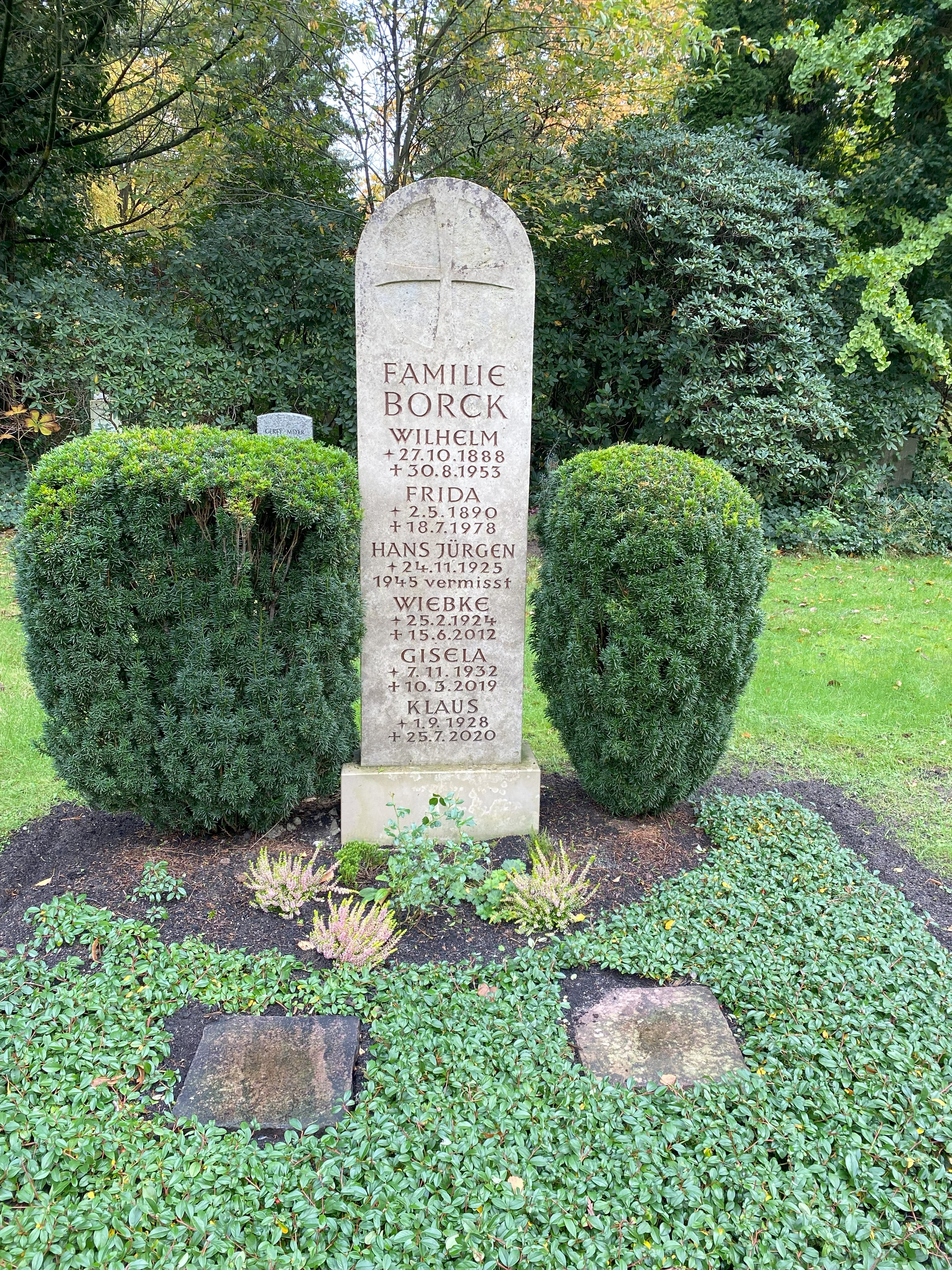
Grabstätte auf dem Friedhof Ohlsdorf

Klaus Reinhold Borck wurde am 14. April 1957 in Hamburg zum Pastor ordiniert. Anschließend war er Hilfsprediger und Pastor in Groß Borstel. Mit Wirkung vom 1. April 1971 wurde er zum Gemeindepastor an der Hauptkirche St. Nikolai berufen. Im Zuge des Übergangs der Evangelisch-Lutherischen Kirche im Hamburgischen Staate in die neu gegründete Nordelbische Evangelisch-Lutherische Kirche wurde er 1975 der erste Propst im Kirchenkreis Alt-Hamburg für den Kirchenkreisbezirk Mitte. Eine Herausforderung seiner Amtszeit war 1979 die Besetzung der Hauptkirche St. Petri durch kirchliche Kernkraftgegner als Protest gegen das Kernkraftwerk Brokdorf.
Als Nachfolger des zum Bischof gewählten Peter Krusche übernahm Borck zusätzlich zum Propstenamt mit Wirkung vom 1. August 1986 das Amt des Hauptpastors der Hauptkirche St. Nikolai. 1987 initiierte er die Gründung des Laienzentrum St. Nikolai zur Fortbildung ehrenamtlicher Mitarbeiter. 1990 gab er das Propstenamt auf. Seine Versetzung in den Ruhestand erfolgte zum 1. September 1992. Im Nebenamt lehrte er als Professor an der Evangelischen Hochschule für Soziale Arbeit & Diakonie des Rauhen Hauses.
Klaus Reinhold Borck wurde in der Familiengrabstätte auf dem Friedhof Ohlsdorf beigesetzt. Sie liegt im Planquadrat AD 7, südwestlich von Kapelle 8.